# Cercle des Femmes Peintres
De Cercle des Femmes Peintres was een vereniging van beeldend kunstenaressen in Brussel, actief tussen 1888 en 1893. Deze vereniging werd opgericht naar het voorbeeld van de Franse Union des Femmes Peintres et Sculpteurs.
Tot de stichtende leden behoorden Eugénie Beauvois (vice-voorzitster), Mary Gasparoli (secretaris-penningmeester), Jenny de Hemptinne, Marie de Villermont en Berthe van Tilt. Later traden onder anderen Jeanne Adrighetti, Alix d'Anethan, Berthe Art, Marie De Bièvre, Marguérite Dielman, Mathilde Dupré-Lesprit, M. Heyermans, Pauline Jamar, Rosa Leigh, Alice Ronner, Henriëtte Ronner, Rosa Venneman, Marguerite Verboeckhoven en Emma Verwee toe tot de kring.
De Cercle organiseerde slechts vier groepstentoonstellingen, nl. in 1888, 1890, 1891 en 1893. Alle deelnemers waren vrouwelijke amateurs. Dit weerhield gevestigde kunstenaressen  om zich bij die groep aan te sluiten. 